# Boldog (Hongarije)
 Boldog is een plaats (község) en gemeente in het Hongaarse comitaat Heves.  Boldog telt 2937 inwoners (2015).

## Galerié

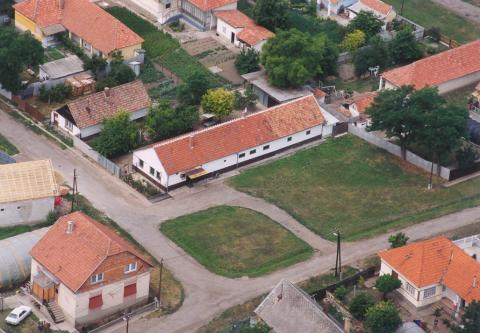
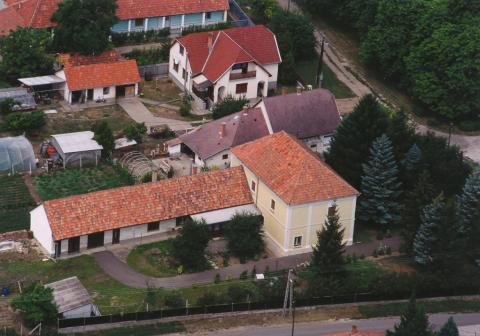
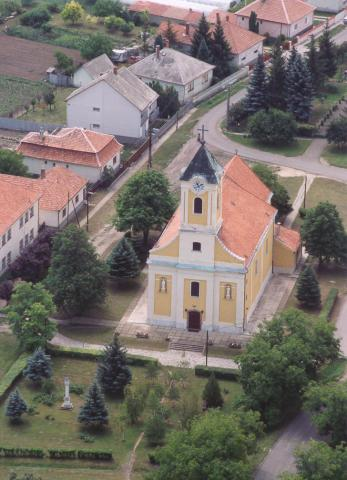
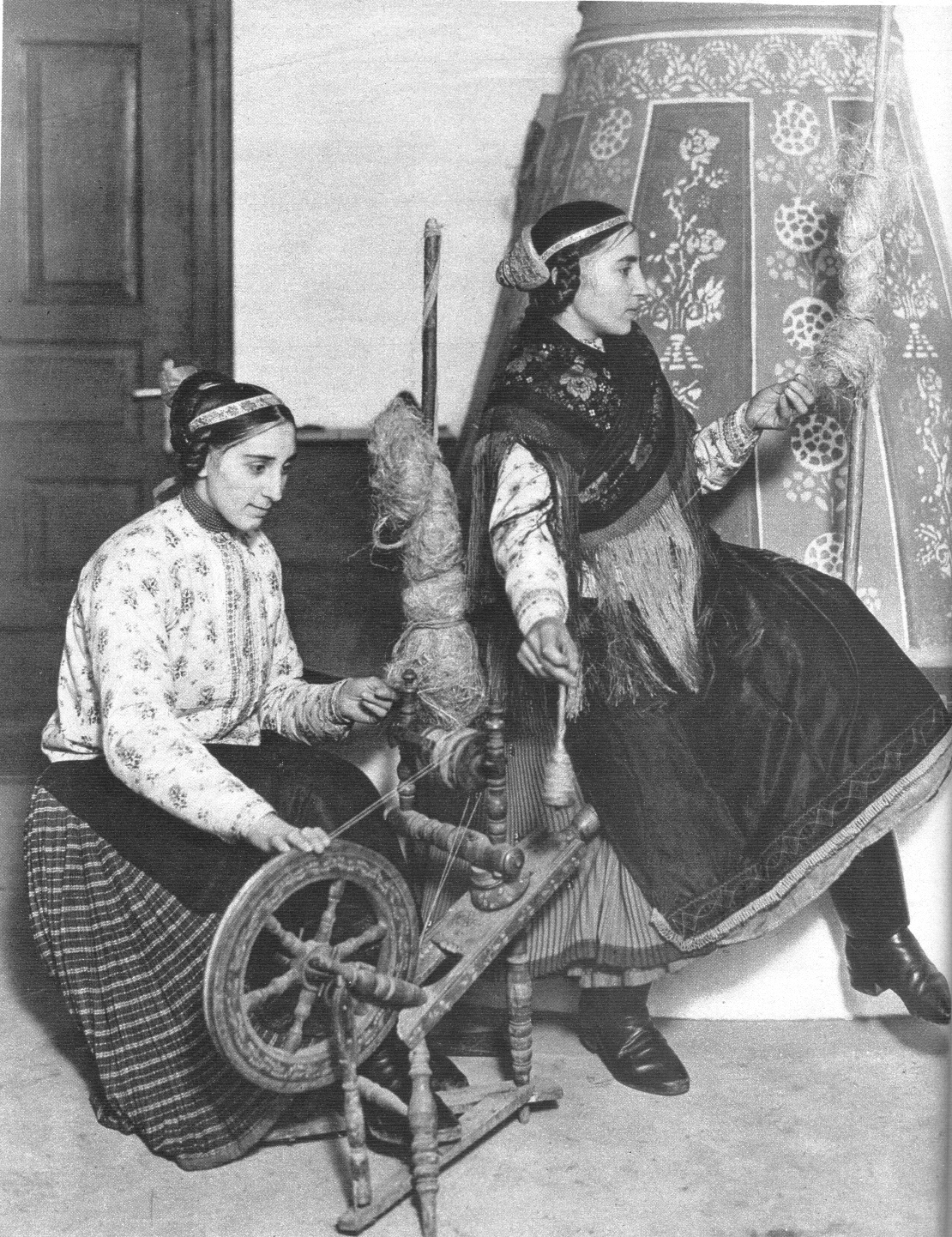
Frauen aus Boldog beim Spinnen, vor 1930

Stad met comitaatsrecht (megyei jogú város): Eger

Steden (város): Bélapátfalva · Füzesabony · Gyöngyös · Gyöngyöspata · Hatvan · Heves · Kisköre · Lőrinci · Pétervására · Verpelét

Vlekken (nagyközség): Kál  · Parád  · Recsk

Overige gemeenten (község): Abasár · Adács · Aldebrő · Andornaktálya · Apc · Átány · Atkár · Balaton · Bátor · Bekölce · Besenyőtelek · Boconád · Bodony · Boldog · Bükkszék · Bükkszenterzsébet · Bükkszentmárton · Csány · Demjén · Detk · Domoszló · Dormánd · Ecséd · Egerbakta · Egerbocs · Egercsehi · Egerfarmos · Egerszalók · Egerszólát · Erdőkövesd · Erdőtelek · Erk · Fedémes · Feldebrő · Felsőtárkány · Gyöngyöshalász · Gyöngyösoroszi · Gyöngyössolymos · Gyöngyöstarján · Halmajugra · Heréd · Hevesaranyos · Hevesvezekény · Hort · Istenmezeje · Ivád · Kápolna · Karácsond · Kerecsend · Kisfüzes · Kisnána · Kömlő · Kompolt · Ludas · Maklár · Markaz · Mátraballa · Mátraderecske · Mátraszentimre · Mezőszemere · Mezőtárkány · Mikófalva · Mónosbél · Nagyfüged · Nagykökényes · Nagyréde · Nagytálya · Nagyút · Nagyvisnyó · Noszvaj · Novaj · Ostoros · Parádsasvár · Pély · Petőfibánya · Poroszló · Rózsaszentmárton · Sarud · Sirok · Szajla · Szarvaskő · Szentdomonkos · Szihalom · Szilvásvárad · Szúcs · Szűcsi · Tarnabod · Tarnalelesz · Tarnaméra · Tarnaörs · Tarnaszentmária · Tarnaszentmiklós · Tarnazsadány · Tenk · Terpes · Tiszanána · Tófalu · Újlőrincfalva · Vámosgyörk · Váraszó · Vécs · Visonta · Visznek · Zagyvaszántó · Zaránk